# Castilia nebrites
Castilia nebrites är en fjärilsart som beskrevs av Gustav Weymer 1907. Castilia nebrites ingår i släktet Castilia och familjen praktfjärilar. Inga underarter finns listade i Catalogue of Life.